# Chelicopia kornickeri
Chelicopia kornickeri is een mosselkreeftjessoort uit de familie van de Sarsiellidae. De wetenschappelijke naam van de soort is voor het eerst geldig gepubliceerd in 1965 door McKenzie.